# Dekkermolen

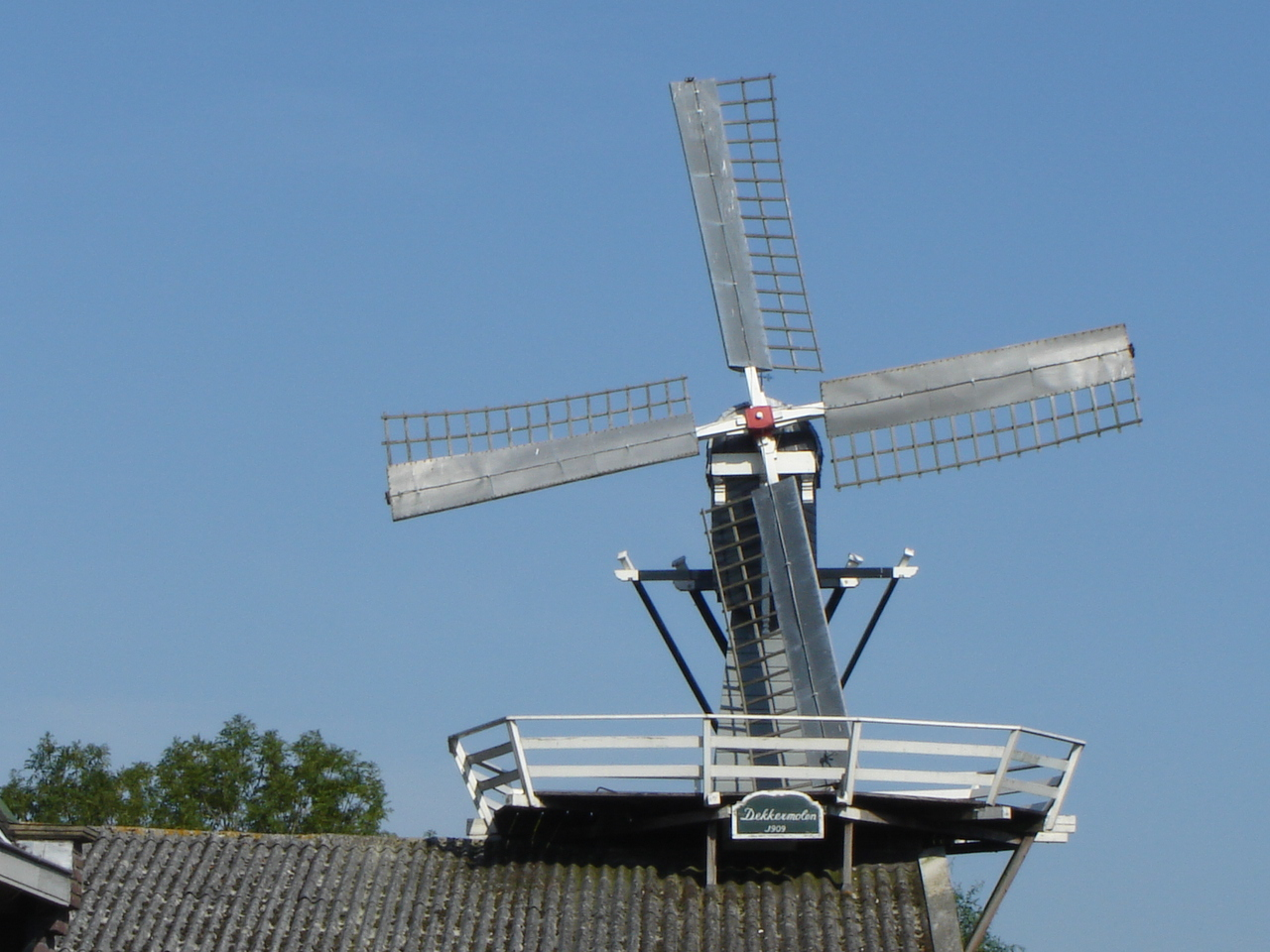
Het Dekkermolentje vanaf de Herenweg

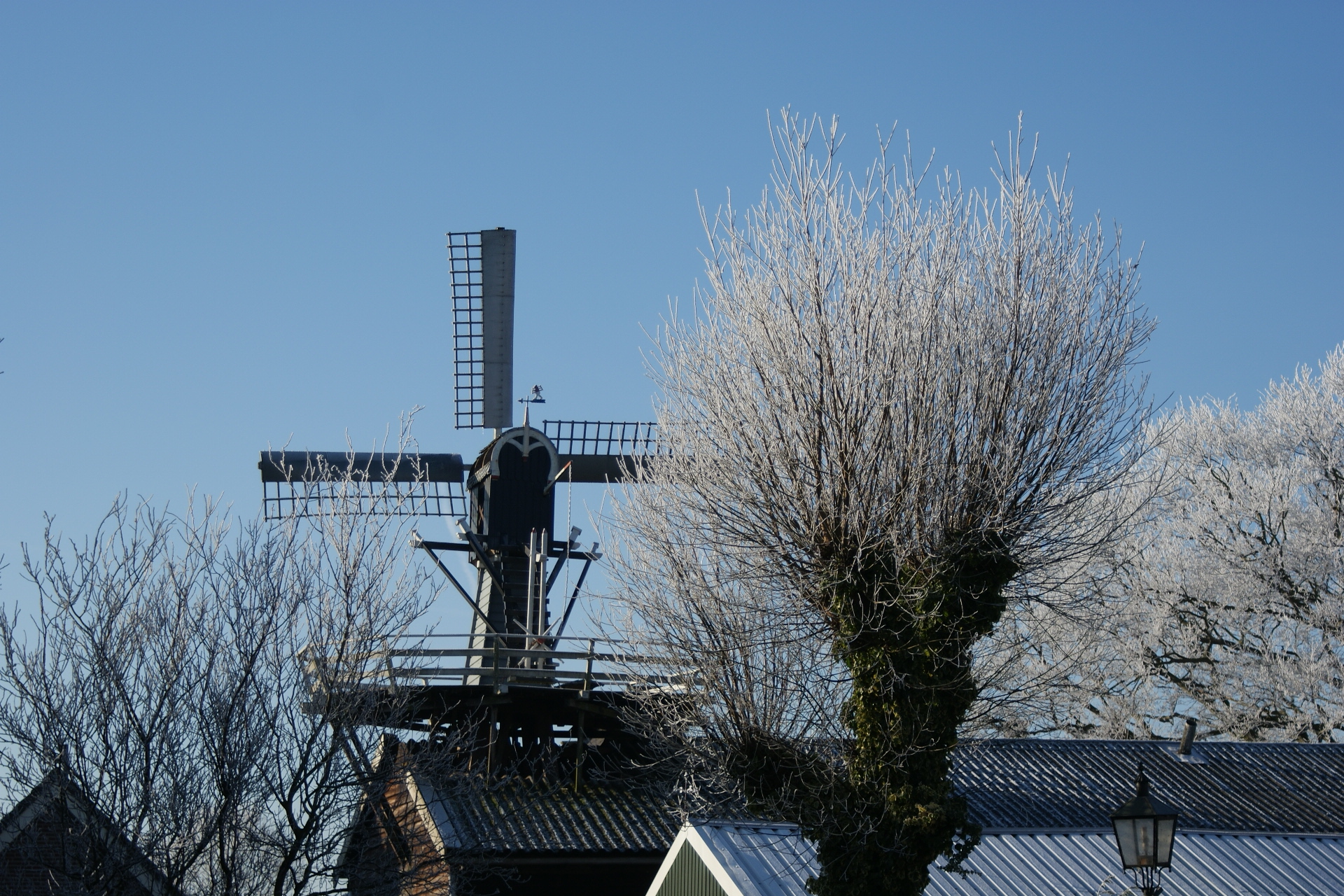
Het Dekkermolentje in wintertooi (2009)

De Dekkermolen is een kleine houtzaagmolen, een zogenaamde wipstellingmolen in Hoogmade in de Nederlandse provincie Zuid-Holland
Het molentje is omstreeks 1911 gebouwd door Adriaan Dekker, de 17-jarige zoon van molenmaker Jan Dekker uit Hazerswoude-Dorp als 'lattenzagertje' ten behoeve van het bedrijf. Het molentje uit Hazerswoude werd gebruikt voor de aandrijving van een cirkelzaag, waarmee het lichtere zaagwerk in de werkplaats werd uitgevoerd. Hier komt de bijnaam 'lattenzagertje' vandaan.
In 1975 moest de molen plaats maken voor een nieuw te bouwen winkelcentrum aan het Ambachtsplein en dit unieke industriële erfgoed werd met de sloop bedreigd. Maar molenmaker Piet van Beek uit Rijnsaterwoude liet het zover niet komen: hij nam de molen voor het symbolische bedrag van één gulden over en herbouwde het samen met zijn zoon Hans op hun werkplaats aan de Herenweg 38 in Rijnsaterwoude. Op 20 maart 1976 draaide de molen weer. Door het 'lichten van de vang' stelden Katinka van Beek, dochter van Hans van Beek en Toon Mans, zoon van een bestuurslid van de Rijnlandse molenstichting, de molen in gebruik.
Inmiddels bestaat de molenmakerij van Piet van Beek en diens opvolger Arie Verheij allang niet meer en was de molen particulier eigendom geworden. In 1996 is het molentje ingrijpend gerestaureerd om in het najaar weer in volle glorie te draaien.
Maar doordat de molen nu niet meer gebruikt werd en daardoor ook niet meer werd onderhouden, dreigde er achteruitgang en een volgende restauratie. Er werd gesproken van een verplaatsing van het Dekkermolentje naar het Industrieel Erfgoedpark 'De Hoop' in Uitgeest, vlak bij Alkmaar. Molenmaker Lucas Verbij uit Hoogmade gaf echter aan dat hij het molentje wel op zijn werkplaats wilde zetten. En zo geschiedde. Op donderdag 15 januari 2009 is het Dekkermolentje afgebroken en op transport gezet naar Hoogmade.
Sinds 20 maart 2009 is het molentje weer in volle glorie te bewonderen op de schuur van molenmaker Verbij in Hoogmade

Transport Dekkermolentje
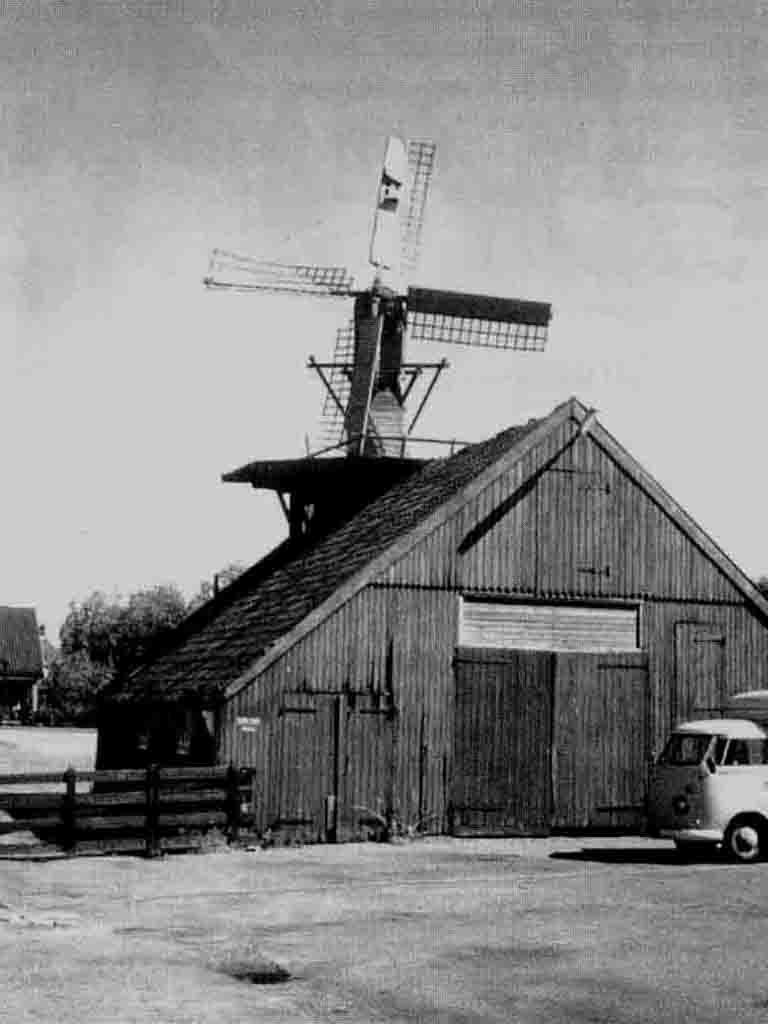
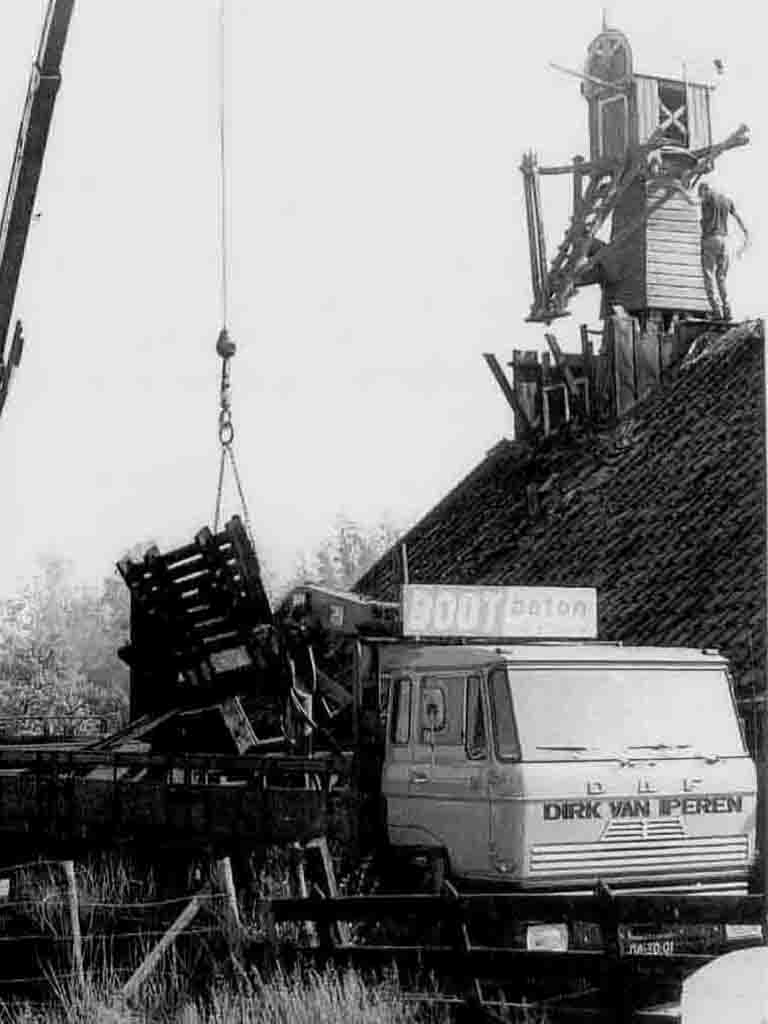
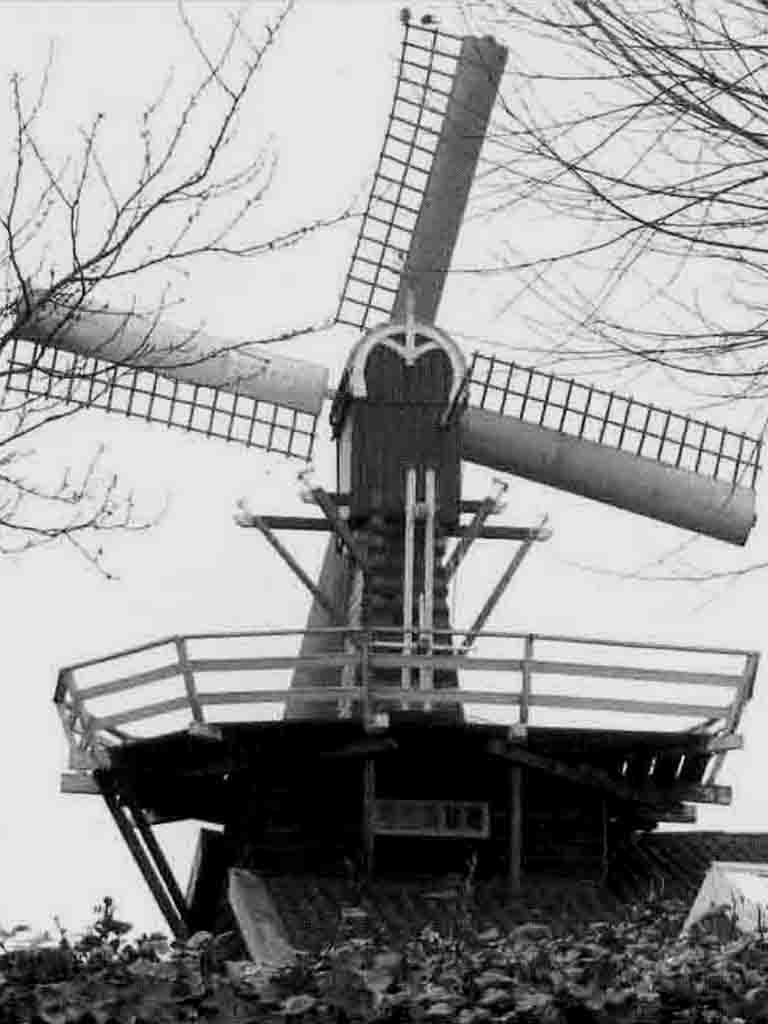
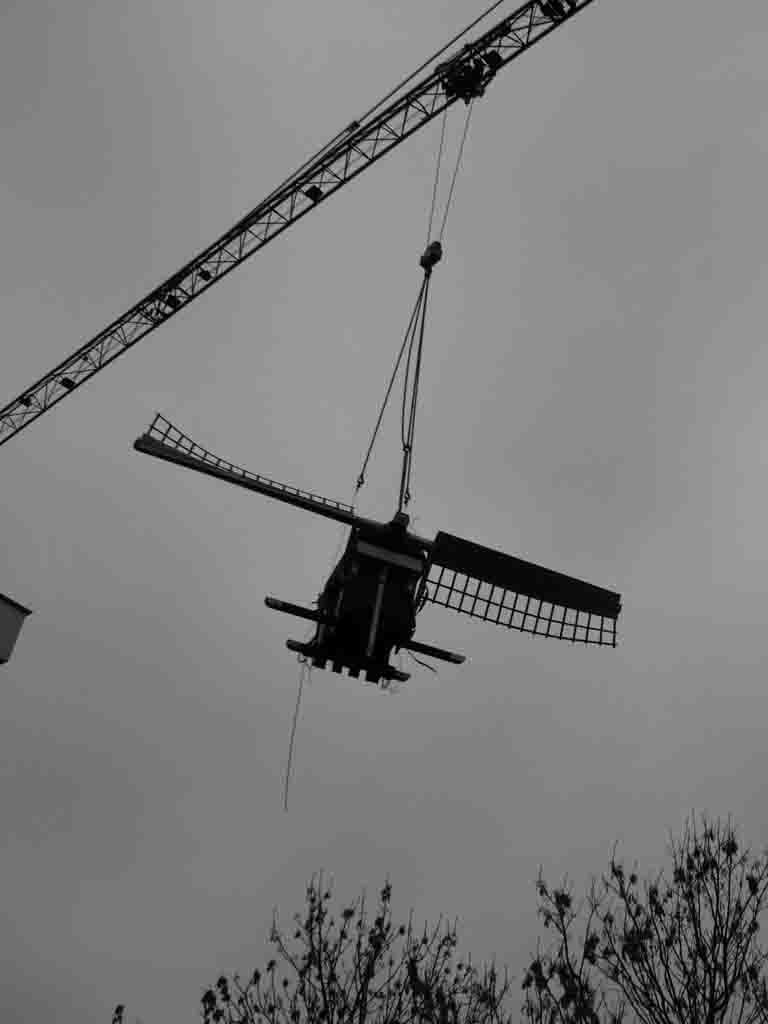
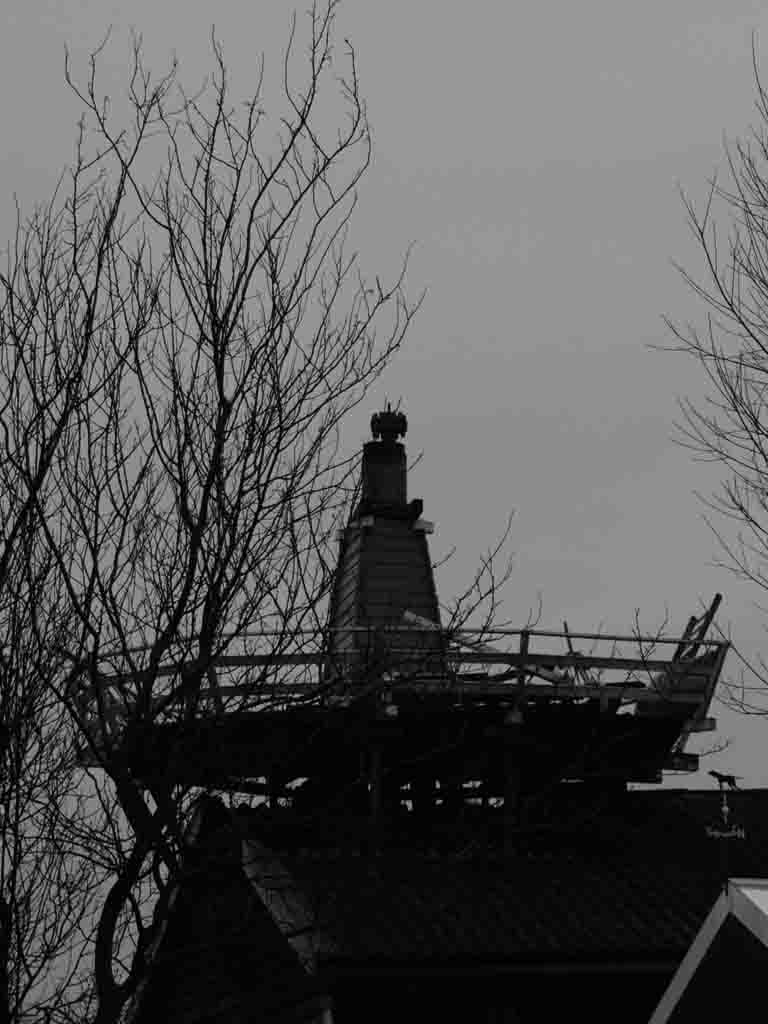

Van Hazerswoude naar Rijnsaterwoude en vandaar naar Hoogmade